# Ulf Merbold
Ulf Dietrich Merbold (Greiz, 20 de junho de 1941) é um físico e astronauta alemão.
Em 1983, cinco anos após Sigmund Jähn, ele foi o segundo alemão da outrora Alemanha Oriental a ir ao espaço. Também foi o primeiro astronauta não-americano a voar em um Ônibus espacial.